# شهرستان ویلیامسون (تنسی)
شهرستان ویلیامسون، تنسی (به انگلیسی: Williamson County, Tennessee) یک سکونتگاه مسکونی در ایالات متحده آمریکا است که در تنسی واقع شده‌است. این شهرستان به افتخار هوگ ویلیامسون، سیاستمداری از کارولینای شمالی، که قانون اساسی ایالات متحده را امضا کرد. شهرستان ویلیامسون یکی از ثروتمندترین شهرستان‌ها در کل ایالات متحده می‌باشد.

## خصوصیات
شهرستان ویلیامسون ۱٬۵۱۲٫۵۶ کیلومترمربع مساحت دارد.